# 琴焦
琴焦（義大利語：Cengio），是意大利萨沃纳省的一个市镇。总面积18.79平方公里，人口3720人，人口密度198.0人/平方公里（2009年）。ISTAT代码为009023。